# Arbmans
Arbmans (Stig Arbman annonsbyrå AB) är en svensk reklambyrå som hade sin storhetstid under 1960- och 70-talen. Arbman var en av de reklambyråer som gick i bräschen för den kreativa revolutionen som hämtades från den amerikanska reklamvärlden. Byrån grundades 1953 i Stockholm av Stig Arbman med kontor på Valhallavägen. Bolaget hette då Arbman & Hallberg. Stig Arbman hade en lång karriär på Esselte Reklam bakom sig. 1955 anställdes Leon Nordin. Arbmans med dotterbolaget PR-produktion köptes upp av Säljinstitutet AB 1962.

## Historia

### Förnyare av svensk reklam
Leon Nordin och Alf Mork var två av byråns kreatörer under denna period. Under 1960- och 70-talen förnyade Nordin som copywriter svensk reklam tillsammans med art directorn Mork. Bland annat producerade de uppmärksammade kampanjer där Renault 4 lanserades som Skrytbilen. De beslutade sig för att använda samma grepp som Volkswagen och deras byrå DDB gjort i USA några år tidigare – att lansera Renault 4 som ”antibil”. Genom att i annonserna och utan omsvep fastställa att det var fråga om en liten, långsam, primitiv och ganska ful bil skrev Arbmans med kreatörerna Leon Nordin och Alf Mork i spetsen svensk reklamhistoria. Idén var att genom ärlighet vinna kundernas förtroende och sedan kunna framhålla de fördelar som faktiskt fanns och vända det som enligt gängse normer uppfattades som nackdelar som ytterligare argument att slå till. 
Mork blev en av de stora förnyarna av den svenska reklamformen under 1960- och 1970-talen och vann totalt elva guldägg. Duon Nordin/Mork fick sitt genombrott med den Guldäggsbelönade reklamen för Philishave 1965.

### Plantskolan Arbmans
Stor uppmärksamhet väckte en annons i Dagens Nyheter 13 oktober 1964 där Nordin proklamerade en önskan om att få ta bort bruttopriserna på annonsutrymme och istället ta betalt för att ta fram reklamen, själv tankearbetet. Det blev starten för uppdelning mellan annonsbyråer och reklambyråer.  När Stig Arbman gick i pension 1966 tog Nordin över som företagets VD. Arbmans kom att bli en plantskola för en rad svenska reklamskapare: Ove Pihl, Lars Falk, Hans Brindfors och Christer Wiklander. Ove Pihl anställdes 1968 på Arbmans och han blev delägare 1969. Han skapade framgångsrika reklamkampanjer för bland andra Gulf, Semper och Expressen. Andra stora kunder var Flora, Pripps (med Three Towns och Lyckholms), Statens Järnvägar (SJ), SAS och Ikea. Arbmans låg bland annat bakom lanseringen av Flora med reklamfilmer med Ernst-Hugo Järegård och Margaretha Krook. Arbmans var 1970 Skandinaviens största reklambyrå.

### Arbman 2–6
År 1967 öppnades under John Melins ledning även ett kontor i Malmö, Arbman 2, och detta kontor är vad som idag återstår av Arbmans. Ytterligare kontor öppnades bland annat i Stockholm (Arbman 3 och Arbman 4), Göteborg (Arbman 5) och Köpenhamn (Arbman 6). Arbmans storhetstid varade fram till 1972 då medarbetarna Ove Pihl och Lars Falk lämnade byrån för att bilda Falk & Pihl. 1973 startade Jan Cederquist reklambyrån Hall & Cederquist tillsammans med art directorn Lars Hall. 1977 lämnade Leon Nordin Arbmans.